# Bitwa pod Jordanowem

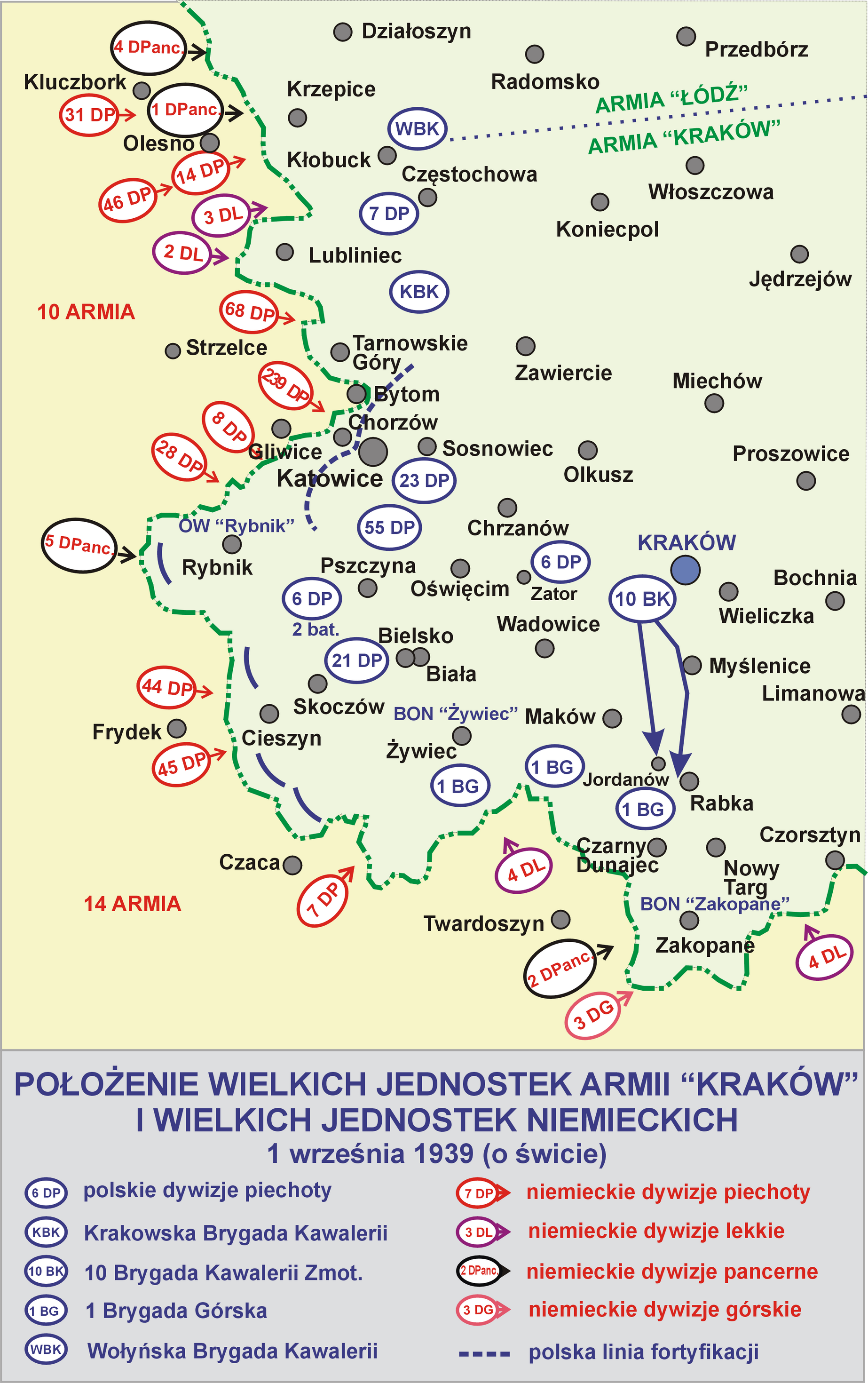
Położenie wielkich jednostek Armii „Kraków” i wielkich jednostek niemieckich 1 września 1939 r. (o świcie)

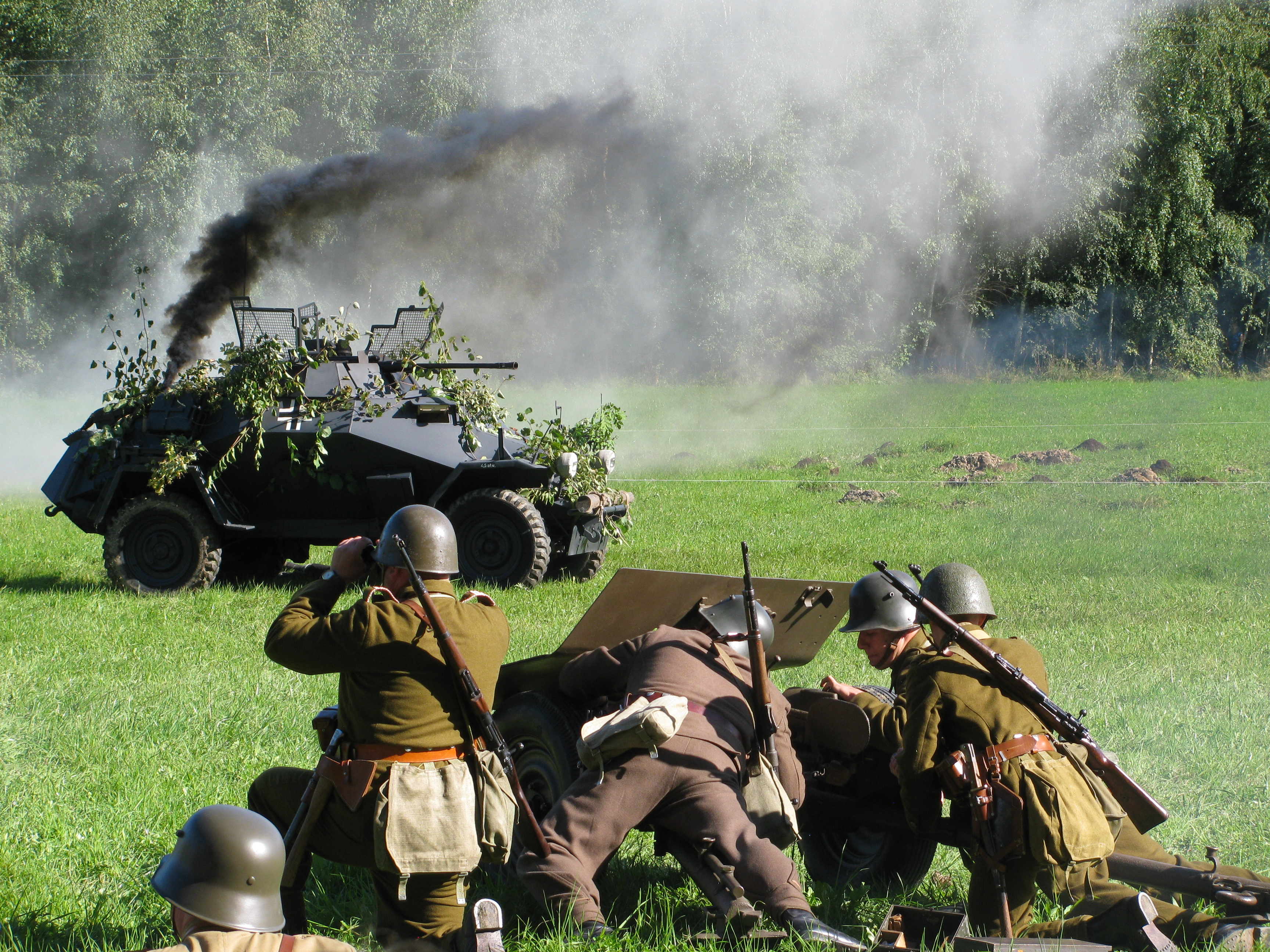
Rekonstrukcja bitwy pod Jordanowem w 2021

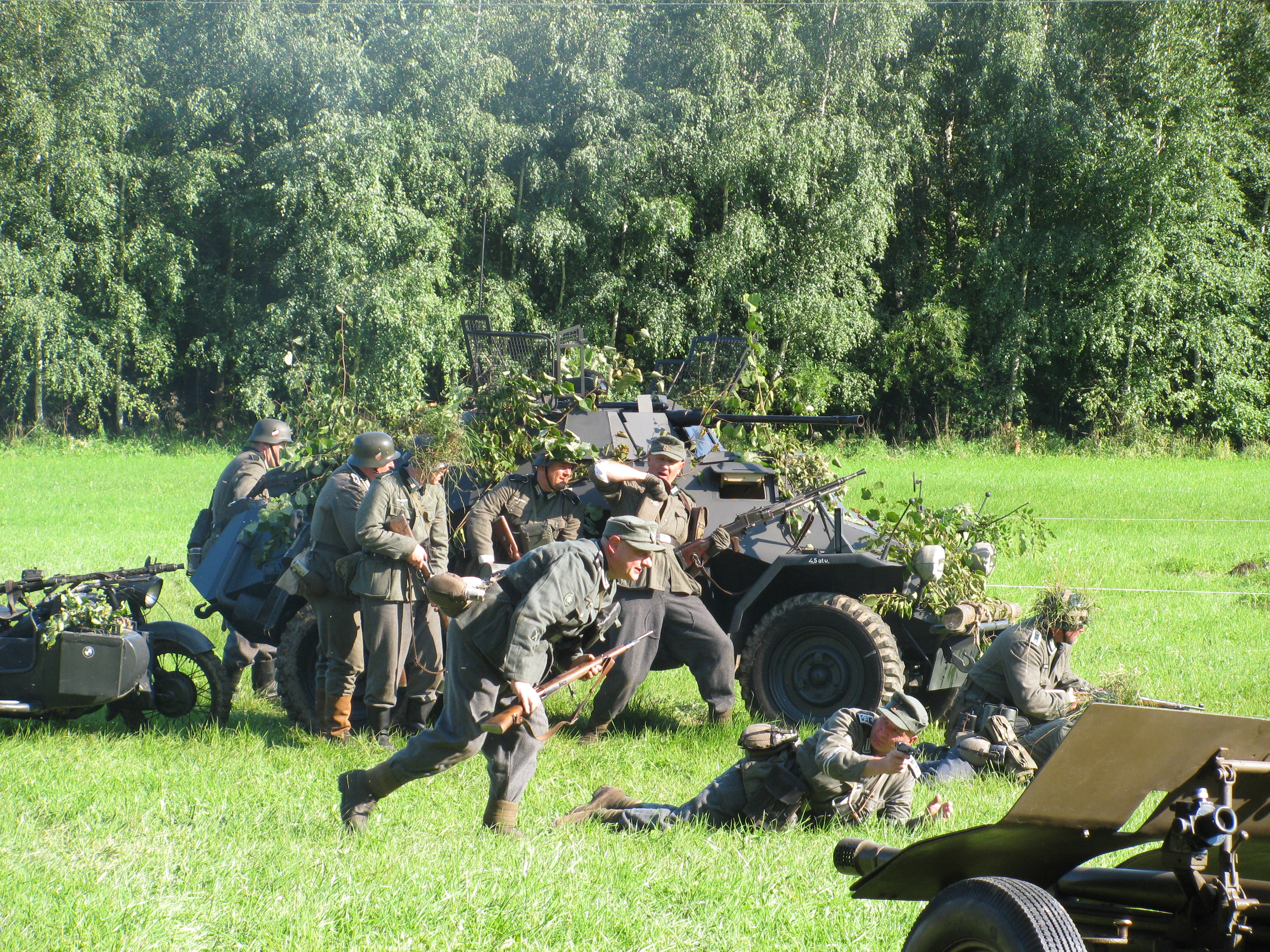
Rekonstrukcja bitwy pod Jordanowem w 2021

Bitwa pod Jordanowem – bitwa kampanii wrześniowej stoczona w dniach 1–3 września 1939 r.

## Obrona Jordanowa i okolic
1 września 1939 roku niemieckie zgrupowanie pancerne 14 Armii w składzie 2 Dywizji Pancernej, 4 Dywizji Lekkiej i 3 Dywizji Górskiej (XVIII Korpus Armijny gen. Eugena Beyera) ruszyło ze Słowacji w górę szerokiej doliny Orawy na Chabówkę i Nowy Targ. Broniący tego kierunku 1 pułk piechoty KOP dowodzony przez ppłk. Wojciecha Wójcika nie był w stanie długo utrzymać wyznaczonych pozycji, a w wypadku ich przełamania Niemcy mogli wyjść na tyły Armii „Kraków” gen. bryg. Antoniego Szyllinga.
W związku z tą sytuacją 10 Brygada Kawalerii płk. dypl. Stanisława Maczka otrzymała zadanie zamknięcia kierunku na Jordanów i Rabkę. Była to jedna z dwóch brygad pancerno-motorowych, którymi dysponowały siły polskie we wrześniu. W jej skład wchodziły różne formacje, które posiadały bardzo różnorodne uzbrojenie, m.in. czołgi Vickers E oraz tankietki TKS i TK-3. Płk dypl. Stanisław Maczek zainstalował swój sztab i stanowisko dowodzenia w Krzeczowie.

## Przebieg działań
1 września rano 1 pułk piechoty KOP w walkach zniszczył 3–5 czołgów niemieckich i wycofał się na swoją główną linię obrony, prosząc o wsparcie. Po południu większość oddziałów 10 BKZmot. dotarła do Jordanowa – Rabki i prosto z marszu około godz. 19.00 odparła pierwsze natarcie czołgów niszcząc kilka z nich. W nocy przygotowano stanowiska obronne i 2 września rano 10 Brygada KZmot. była na swoich pozycjach. Prawie natychmiast rozpoczęły się walki, w których Brygada poniosła duże straty. Ze szczególną zaciętością walczono o wzgórza na południe od Jordanowa. Bronił ich 24 pułk ułanów płk. dypl. Kazimierza Dworaka, kompania Obrony Narodowej i 1 szwadron przeciwpancerny.
Już o godzinie 5.00 Niemcy rozpoczęli artyleryjskie przygotowanie natarcia sześcioma dywizjonami artylerii lekkiej i średniej. Następnie ruszyły czołgi i piechota 2 Dywizji Pancernej. Szwadron ułanów przeciwnacierał na piechotę zmotoryzowaną i poniósł straty od ognia czołgów, ale zatrzymał rozpęd natarcia. Rozgorzały zacięte walki o Wysoką. Około południa atak niemiecki odparto. Przewaga artylerii i broni pancernej Niemców była jednak duża. Pomimo znacznych strat (ponad 30 czołgów) i dwóch nieudanych atakach Niemcy zdobyli wieczorem Wysoką. Wieczorem Polacy wycofali się, ponosząc duże straty w ułanach i ON. Kilka działek przeciwpancernych zostało rozjechanych przez czołgi.
Brygadę Kawalerii wspierał w walkach pod Jordanowem pociąg pancerny Nr 51 (dawny „Pierwszy Marszałek”). Od 2 września znajdował się on w rejonie Jordanowa wspierając wojska walczące z 2 Dywizją Pancerną ogniem artyleryjskim. Ostrzał był korygowany ze stanowiska obserwacyjnego. Po pewnym czasie pociąg sam znalazł się pod ostrzałem, a dowódca został ranny (kpt. Leon Cymborski). Po południu Niemcy zniszczyli punkt obserwacyjny oraz wysłaną dla rozpoznania w rejon Chabówki drezynę Renault. Na samej tylko pozycji „Wysoka” polscy żołnierze zniszczyli około 50 czołgów niemieckich ogniem działek ppanc, butelkami z benzyną i wiązkami granatów zaczepnych.
Oddziały polskie skierowały się do Jordanowa w obawie przed oskrzydleniem. Po odparciu uderzenia niemieckie oddziały kwatermistrzowskie i naprawcze zajęły wieś Wysoka. Nocą mieszkańcy wsi odkręcili zawory w dwóch cysternach z paliwem, podpalając czołgi uszkodzone w boju poprzedniego dnia i odpoczywający żołnierze 3 Dywizji Górskiej. Powracający z frontu Niemcy zboczyli z trasy i w październiku 1939 r. rozstrzelali kilkunastu mieszkańców. W odwecie za zdecydowany opór i walkę Niemcy całkowicie spalili wioskę Wysoka. Za bohaterstwo wieś została odznaczona Orderem Krzyża Grunwaldu w 1946 r. Na miejscu walk wzniesiono pomnik i cmentarz wojskowy.
W nieustannych walkach odwrotowych brygada cofała się na północ, wykonując rozkaz opóźniania marszu nieprzyjaciela z Beskidu Wysokiego. Wycofany również został pociąg pancerny Nr 51. Polacy kontratakowali 3 września pod Lubniem i Suchą (współpraca rozpoznania 10 BK z pociągiem pancernym), 4 września pod Kasiną Wielką oraz na szosie myślenickiej 5 września.
3 września obrona 10 pułku strzelców konnych zaczęła się łamać pod naciskiem 2 Dywizji Pancernej pod Naprawą. Szwadron odwodowy rtm. Tomkowicza i kompania Vickersów uderzyły i odrzuciły Niemców. 24 pułk ułanów, kompania Vickersów, dywizjon rozpoznawczy, dywizjon rozpoznawczy bez baterii, dywizjon art. mot bez baterii, batalion saperów zostały nocą przerzucone łukiem Myślenice–Dobczyce na Mszanę do uderzenia na 4 Dywizję Lekką. Uderzenie nastąpiło pod Kasiną Wielką. Dywizja niemiecka została odrzucona aż do rejonu Mszany.
W rezultacie Niemcy zajęli Myślenice dopiero 5 września wieczorem. W tym czasie Armia „Kraków” wycofała się na wschód i uniknęła okrążenia.
10 BK kontynuowała odwrót, wciąż walcząc z przeważającymi siłami wroga i kontratakując. Stoczyła wiele ciężkich bitew (m.in. pod Lwowem i Rzeszowem) tracąc dużo sprzętu (głównie z powodu braku paliwa oraz amunicji) i ludzi. Do końca jednak nie skapitulowała i zachowując formację z pozostałym sprzętem i sztandarami przekroczyła granicę węgierską w szyku defiladowym. Brygada do dnia 19 września – czyli momentu przekroczenia granicy – utraciła ponad 50% stanów osobowych.

## Skład i uzbrojenie 10 Brygady Kawalerii
- 24 pułk ułanów – dowódca płk dypl. Kazimierz Dworak;
- 10 pułk strzelców konnych – dowódca ppłk dypl. Janusz Bokszczanin;
- 16 dywizjon artylerii motorowej – bateria artylerii polowej – 4 działa kalibru 75 mm typu Schneider wz. 97, bateria haubic – 4 działa kalibru 100 mm typu Skoda wz. 14 – dowódca mjr Kazimierz Żmudziński;
- 101 kompania czołgów rozpoznawczych – kompania uzbrojona w 4 tankietki TKS uzbrojonych w najcięższe karabiny maszynowe 20 mm (dowódcy plutonów i dowódca kompanii) oraz 9 tankietek typu TK-3;
- 121 kompania czołgów lekkich – porucznik Stanisław Rączkowski. Kompania uzbrojona była w 16 czołgów lekkich typu Vickers „E” (czołgi szkolne, mocno zużyte);
- dywizjon rozpoznawczy – w składzie 13 tankietek, w tym 4 TKS i 9 TK-3 z nowszymi silnikami, tak zwane TKF. – dowódca mjr Ksawery Święcicki;
- dywizjon przeciwpancerny – 18 armat ppanc. – dowódca ppłk Zygmunt Moszczeński;
- 90 zmotoryzowany batalion saperów – dowódca mjr Jan Dorantt;
- 71 bateria artylerii przeciwlotniczej – 4 armaty Bofors 40 mm – dowódca por. Roman Zwil.

Razem brygada miała 600 pojazdów mechanicznych, 25 czołgów i 3000 ludzi. Była słabo wyposażona w sprzęt komunikacyjny.
Żołnierze 10 BK kontynuowali później walkę na froncie zachodnim. Jej dobre wyniki w walce możliwe były do osiągnięcia dzięki dobremu dowodzeniu płk dypl. Stanisława Maczka, szefa sztabu mjr dypl. Franciszka Skibińskiego oraz poświęceniu wszystkich żołnierzy 10 BK.